# Philautus surdus
Philautus surdus é uma espécie de anfíbio da família Rhacophoridae.
É endémica das Filipinas.
Os seus habitats naturais são: florestas subtropicais ou tropicais húmidas de baixa altitude, regiões subtropicais ou tropicais húmidas de alta altitude, matagal húmido tropical ou subtropical, plantações, jardins rurais e florestas secundárias altamente degradadas.
Está ameaçada por perda de habitat.